# 30 (dokumentarfilm)
30 er en dansk dokumentarfilm fra 2013 instrueret af Laura Ludmilla Sørensen.

## Handling
30 er en film om idéer, forestillinger og frustrationer. Om at være 30 år og færdiguddannet, men alligevel ikke være sikker på, hvad man vil være, når man bliver voksen.

## Medvirkende
- Mads Laurids Petersen
- Louise Schou Therkildsen
- Walter Schou Therkildsen
- Rasmus Bækkel Fex
- Susanne Risom Petersen
- Naja Helene Hertzum
- Dorte Stidsing